# Beautiful Liar

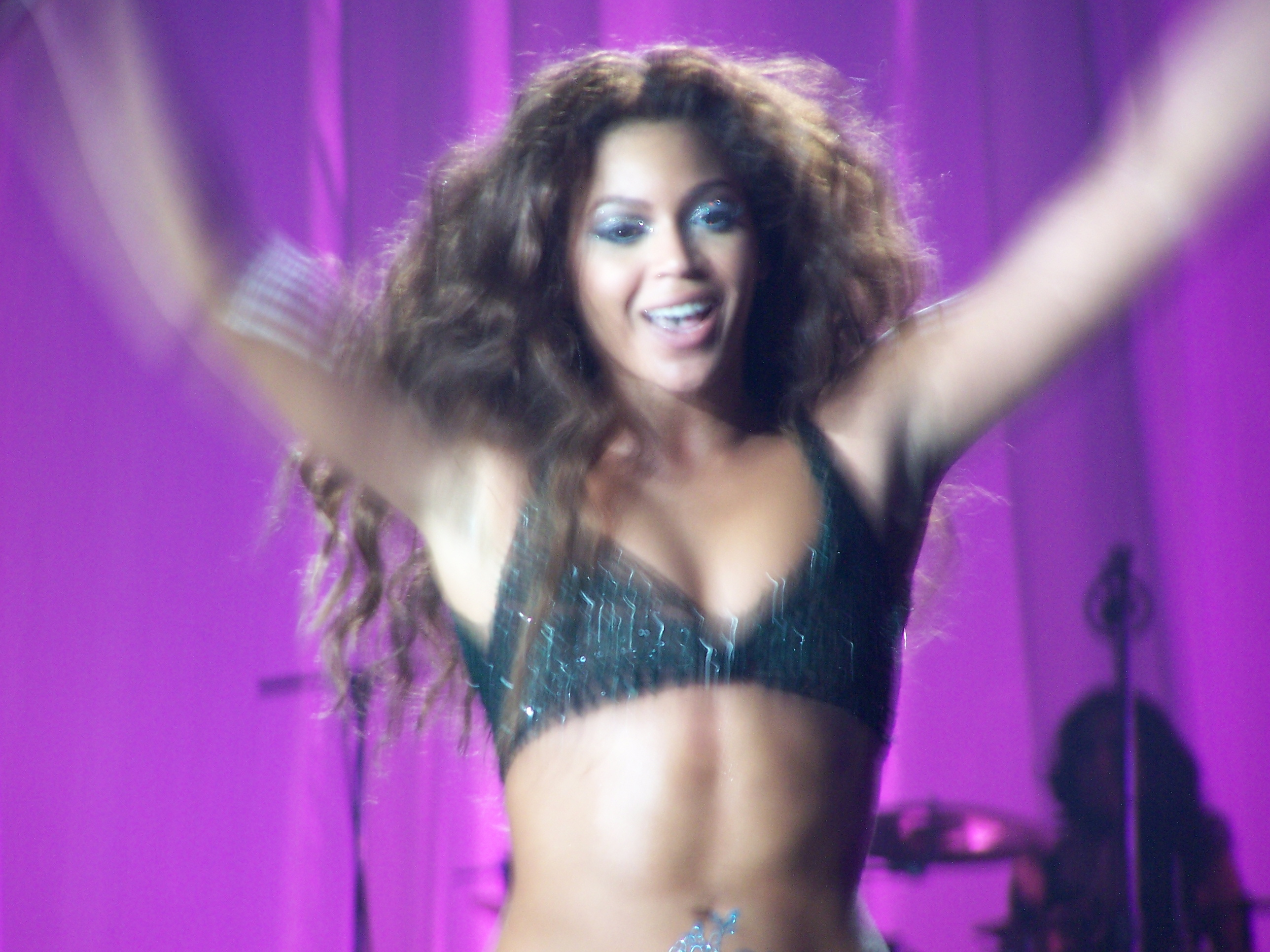
Beyoncé

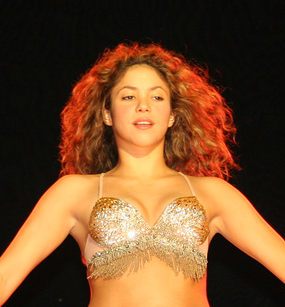
Shakira

"Beautiful Liar" är en R&B-låt med Beyoncé Knowles och Shakira. Den utgavs som singel den 20 mars 2007. I musikvideon, som regisserades av Jake Nava, dansar Beyoncé och Shakira förföriskt i olika kreationer och i olika miljöer.